# Ateuchus euchalceum
Ateuchus euchalceum là một loài bọ cánh cứng trong họ Bọ hung (Scarabaeidae).